# Pierre Senges
Pierre Senges (* 1968, Romans-sur-Isère) je francouzský spisovatel.

## Životopis
Po pokusu o hudební kariéru se od roku 1990 věnuje tvůrčímu psaní. Začal studovat sociologii v Grenoblu, ale studia nedokončil.
Kromě knih píše také rozhlasové hry pro France Culture a France Inter. Získal několik ocenění, mimo jiné Prix SACD Nouveau Talent Radio 2007.
Spolupracuje s časopisy Le Tigre, Vert Pastiche a Le Corps du texte.

## Dílo
knihy
- Veuves au maquillage, Verticales, 2000
- Essais fragiles d’aplomb (esej), Verticales, řada Minimales, 2002
- Ruines-de-Rome, Verticales, 2002
- La réfutation majeure : version française, d'après Réfutatio major, attribué à Antonio de Guevara (1480-1548), Verticales, 2004
- Géométrie dans la poussière, ilustrátor Patrice Killoffer, Verticales, 2004
- L’idiot et les hommes de paroles (esej), Bayard, 2005
- Sort l'assassin, entre le spectre, Verticales, 2006
- Fragments de Lichtenberg, Verticales, 2008
- Les carnets de Gordon McGuffin, ilustrátor Nicolas de Crécy, Futuropolis, 2008
- Les aventures de Percival : un conte phylogénétique, ilustrace Nicolas de Crécy, Dis voir, 2009
- Un exercice de style un peu vain v La Nouvelle Revue française, (pp. 222-232), n° 591, říjen 2009
- Etudes de silhouettes, Verticales, 2010
- Proxima du Centaure (Théâtre), Lansman, 2010
- Environs et mesures, Gallimard, « Le Cabinet des lettrés », 2011
- Zoophile contant fleurette, Cadex, 2012